# Nawalparasi

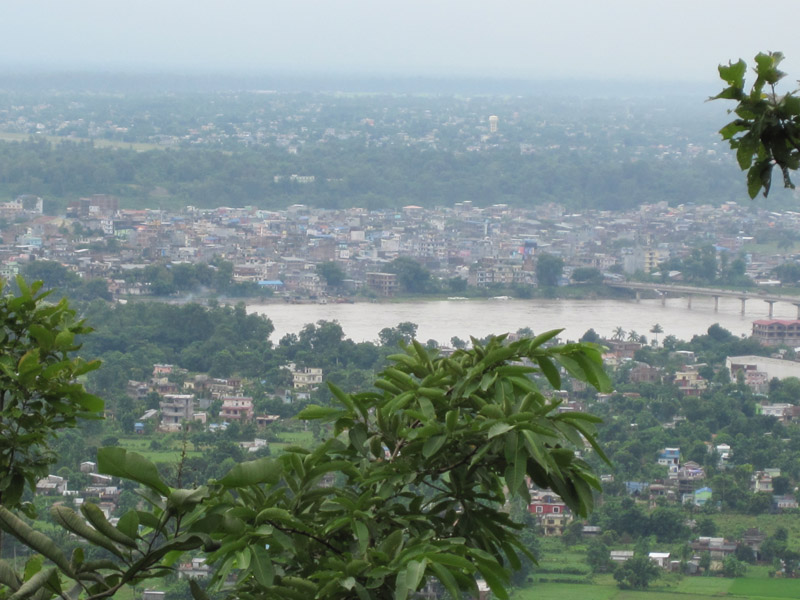
Gaindakot Town und Narayanghat vom Maula Kalika Hilltop

Der Distrikt Nawalparasi (Nepali नवलपरासी जिल्ला Nawalparāsī Jillā) war einer der 75 Distrikte in Nepal, der bis zur Verfassungsänderung von 2015 bestand.
Die neue Verfassung schuf sieben Provinzen in Nepal, denen die Distrikte als untergeordnete Verwaltungseinheiten zugeordnet wurden. Nawalparasi war einer der beiden Distrikte, die auf zwei Provinzen aufgeteilt wurden. Der Teil östlich von Bardaghat Susta gehört jetzt zur Provinz Gandaki (anfangs Nr. 4) und der westlich gelegene Teil zur Provinz Lumbini (anfangs Nr. 5).
Der Distrikt lag in der Verwaltungszone Lumbini im Terai an der indischen Grenze.

## Verwaltungsgliederung
Städte (Munizipalitäten) im Distrikt Nawalparasi:
- Bardaghat
- Devchuli
- Gaidakot
- Kawasoti
- Madhyabindu
- Ramgram
- Sunwal

Village Development Committees (VDCs) im Distrikt Nawalparasi:
- Amraut
- Badahara Dubauliya
- Baidauli
- Banjariya
- Benimanipur
- Bharatipur
- Bhujhawa
- Bulingtar
- Dadajheri Tadi
- Dawanne Devi
- Dedgaun
- Deurali
- Devagawa
- Dhobadi
- Dhurkot
- Dumkibas
- Germi
- Guthi Parsauni
- Guthisuryapura
- Hakui
- Harpur
- Humsekot
- Jahada
- Jamuniya
- Jamuwad
- Jaubari
- Kotathar
- Kudiya
- Kumarwarti
- Kusma
- Mainaghat
- Manari
- Manjhariya
- Mithukaram
- Naram
- Narsahi
- Naya Belhani
- Pakalihawa
- Palhi
- Parsauni
- Pratappur
- Rajahar
- Rakachuli
- Rakuwa
- Ramnagar
- Rampur Khadauna
- Rampurwa
- Ratnapur
- Ruchang
- Rupauliya
- Sanai
- Sarawal
- Somani
- Sukrauli
- Suryapura
- Thulo Khairatawa
- Tilakpur
- Tribenisusta
- Unwach
- Upallo Arkhale